# Bristol 406
Bristol 406 — британський спортивний автомобіль компанії Bristol Aircraft Company (з 1960 Bristol Cars) 1958–1961 років, що базувався на моделі Bristol 405, яку замінив. На базі моделі 406 заклали серію моделей компанії Bristol, яку 1976 завершив Bristol 411.

## Конструкція
Модель створили на перевіреному шасі Bristol 400, змінивши конструкцію задньої осі задля комфорту пасажирів. На презентації автомашини у жовтні 1957 на Earls Court Motorshow вона мала кузов швейцарської компанії Beutler з Тун. Але кузов не сподобався власнику Bristol Тоні Круку і був замінений для серійного виробництва на алюмінієвий кузов лондонської компанії Jones Brothersз Брент, вперше отримавши раму з сталі. Цей консервативний масивний 4-місний кузов купе розробила компанія Bristol влітку 1958 року. З боків моторного відсіку поміж колісними нішами і дверима традиційно розмістили ніші для запасного кеолеса (зліва) і акумулятора, помпи гідропідсилювача керма.
На моделі 404 встановили вкотре модифікований 6-циліндрового рядного мотора об'ємом, як і у прототипі 1946 року. Лише його об'єм збільшили до 2.216 см³ (69 мм × 100 мм). потужність залишилась на рівні 105 к.с. при 4700 об/хв., але збільшився момент сили на малих обертах, що покращило ходові властивості авто. З ним авто розвивало швидкість 180 км/год, прискорення 0-96 км/год за 10,0 секунд. На авто встановлювали 4-ступінчасту коробку передач з системою овердрайв. На колесах встановили дискові гальма. Авто розвивало швидкість до 160 км/год.
У серпні 1958 розпочали серійне виробництво Bristol 406. Авто продавали за 4.500 фунтів, що чи не вперше зробило його дешевшим за моделі конкурентів. Загалом збудували за різними даними 160–300 машин.

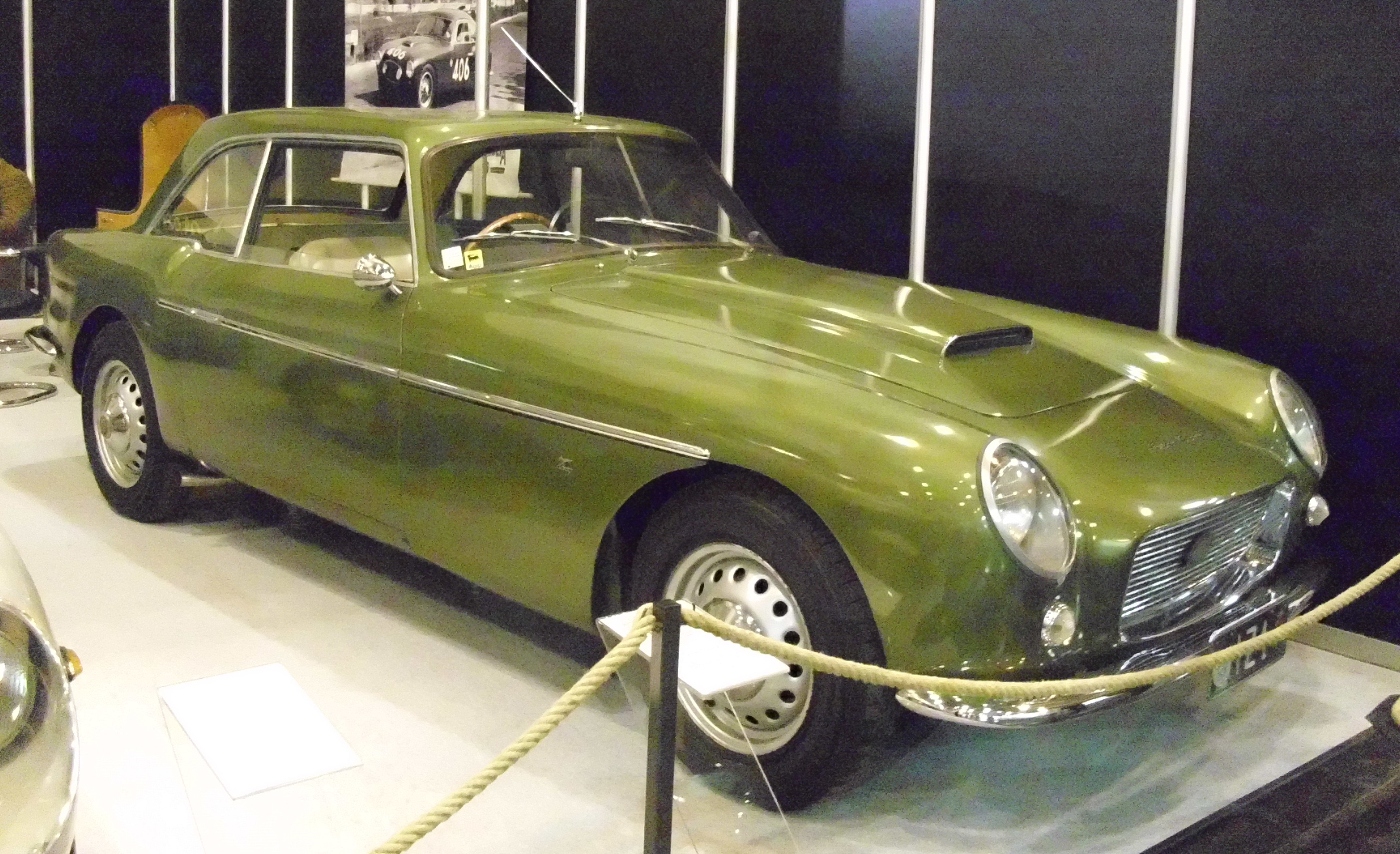
Bristol 406 Zagato

### Bristol 406 Zagato
Наприкінці 1950-х років Anthony Crook Motors — найбільший автодилер машин Bristol, замовив новий кузов міланській компанії Zagato. За задумом дизайнера Джанні Загато стильний Bristol 406 Zagato повинен був стати легшим і швидшим авто. Алюмінієвий кузов був нижчим, стрункішим і коротшим, модифікований мотор розвивав 130 к.с. і швидкість 180 км/год.
Шість шасі перевезли до Мілану, де на них встановили кузови. Потім своїм ходом вони повернулись до Бристолю, де кузови переробили, оскільки Тоні Кроок вважав якість італійських кузовів незадовільною. Bristol 406 Zagato презентували 1959 на Earls Court Motorshow.
На короткому шасі 1960 зібрали два Bristol 406 S (short) (укр. короткий) на шасі моделі 406 з мотором Типу 110.
- Бристольська компанія Filton виготовила кузов схожий на кузов моделі Bristol 404 із зміненою задньою частиною. Його довший час використовував Тоні Крук.
- Компанія Zagato виготовила другий кузов хечбек з скляними обтікачами фар. Авто використовувала донька Тоні Крука, який звинувачував Загато у тому, що дизайн кузова був повторений у моделі Aston Martin DB4 GT Zagato.